# Rejoice Kapfumvuti
Rejoice "Joyi" Kapfumvuti (18 de novembro de 1991) é uma futebolista zimbabuense que atua como meia. 

## Carreira
Rejoice Kapfumvuti fez parte do elenco da Seleção Zimbabuana de Futebol Feminino, nas Olimpíadas de 2016. 